# アカアシミズナギドリ

アカアシミズナギドリ（赤脚水薙鳥、学名：Ardenna carneipes）は、ミズナギドリ目ミズナギドリ科に分類される鳥類の一種である。

## 分布
ロード・ハウ島（親鳥20,000から40,000組）とニュージーランド北島（親鳥50,000から100,000組）を含む太平洋南西部とルウィン岬（Cape Leeuwin）からルシェルシュ群島 (Recherche Archipelago) にかけての西オーストラリア州沿岸で繁殖する。また、インド洋上のサンポール島でも親鳥600組の繁殖が確認されている。非繁殖期には北半球へ北上し、5月には日本近海に到達する。少数は、さらにアリューシャン列島の南方を経由し、カナダのブリティッシュコロンビア州沿岸にまでいたる。北太平洋中央部のハワイ諸島上空で目撃された記録もある。インド洋側ではアラビア海まで北上する。
日本においては繁殖はしていないが、太平洋側の沖合いでほぼ一年中見られる。日本海での観察記録もある。春から夏にかけては数が多いが、その他の季節は少ない。

## 形態
全長約45cm。全身黒褐色で角尾。中型のミズナギドリである。全身黒褐色で翼の下面も暗色である。ミズナギドリ類にしては、羽の幅がやや広い。雌雄同色である。
脚は薄ピンク色で遠くからでも目立つ。嘴の色は淡いピンク色で先端が黒い。同じく嘴の色が薄いシロハラアカアシミズナギドリ（P. creatopus）と本種とでHemipuffinus上種を形成し、大西洋に分布するズグロミズナギドリ（P. gravis）の近縁種である可能性がある。近年では本種とシロハラアカアシミズナギドリは同種とする見解が優勢になりつつある。

## 分類
本種は、以前は ミズナギドリ属（Puffinus ）に分類されていたが、遺伝子に基づく研究成果により、現在では ハシボソミズナギドリ属（Ardenna）に分類されている。

## 生態
非繁殖期には外洋に生息する。群れで飛翔しているが、日本近海で観察される時はばらけた群れか、単独で他のミズナギドリの群れに混じっていることが多い。
食性は動物食で、甲殻類、軟体動物や魚類を捕食する。海面に降りて顔を水中に入れたり、上空から水中に飛び込んで餌を捕食する。
繁殖形態は卵生。繁殖期は9月から4月にでコロニーを形成する。斜面や平地の地上に巣穴を掘り営巣し、1卵を産む。抱卵は雌雄交替で行い、抱卵日数は約60日である。